# スカラボリ県

スカラボリ県
Skaraborgs län

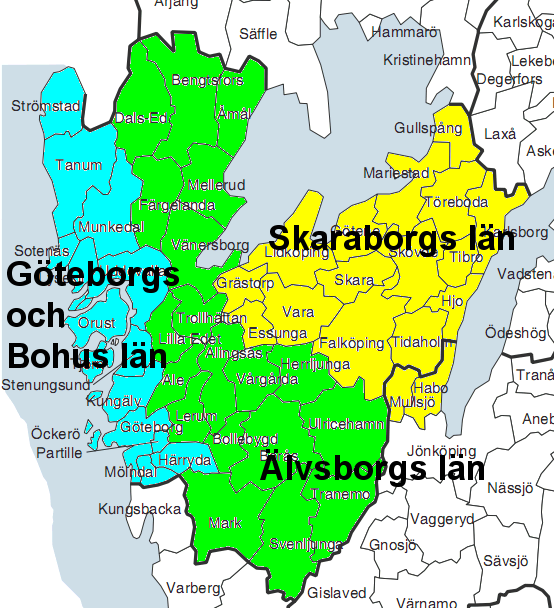
ヴェストラ・イェータランド県に合併した3県の位置 (黄色の部分がスカラボリ県域)

スカラボリ県 (スカラボリけん、スウェーデン語: Skaraborgs län)は、かつて存在したスウェーデンの県。1634年に成立し、1997年12月31日まで存続した。1998年1月1日からはエルヴスボリ県、ヨーテボリ・ブーヒュース県と合併し、新たにヴェストラ・イェータランド県が成立した。
県名は、県下の都市であるスカーラ (スウェーデン語: Skara)の郊外にあった要塞 (スウェーデン語: borg)にちなんでいる。県庁所在地はマリーエスタード、県下最大の都市はショーヴデであった。また、ヴェステルイェートランド地方の北部を占める県でもあった。
スカラボリ県自体は廃止され、現在は存在していないにもかかわらず、さまざまな組織がスカラボリ県にちなんで名づけられ、スカラボリ県域だったエリアをカバーしている。それらの組織には、いくつかの新聞、ラジオ局1局(P4 Skaraborg)、様々なNPOが含まれる。また、スカラボリ県域の病院複合体も、Skaraborgs sjukhusと呼ばれている。
前述のように、県の大部分はヨーテボリ・ブーヒュース県とエルヴスボリ県と合併したが、ヨンショーピングに隣接するHabo MunicipalityとMullsjö Municipalityは、ヨンショーピング県に合併された。

## 知事一覧
- Harald Strömfelt (1695–1707)
- Carl Gustaf Soop (1707–1711)
- Germund Cederhielm d.ä. (1712–1716)
- Germund Cederhielm d.y. (1716)
- Peter Scheffer (1716–1723)
- Gustaf Rålamb (1723–1727)
- Erik Wrangel (1727–1729)
- Gustaf Palmfelt (1729–1733)
- Frans Joachim Ehrenstrahl (1733–1735)
- Gabriel Falkenberg (1735–1748)
- Gabriel Gabrielsson Falkenberg (1748–1761)
- Adam Otto Lagerberg (1761–1778)
- Claes Erik Silfverhielm (1778–1784)
- Claes Julius Ekeblad (1784–1796)
- Johan Adam Hierta (1796–1810)
- Georg Adlersparre (1810–1824)
- Arvid Posse (1824–1831)
- Carl Henrik Gyllenhaal (1831–1837)
- Wilhelm Albrecht d'Orchimont (1837–1851)
- Anders Peter Sandströmer (1851–1857)
- Jonas Wærn (1857–1866)
- Carl Malmsten (1866–1879)
- Cornelius Sjöcrona (1879–1906)
- Fabian de Geer (1906–1917)
- Axel Ekman (1917–1935)
- Carl Mannerfelt (1935–1951)
- Fritiof Domö (1951–1956)
- Bertil Fallenius (1956–1967)
- Karl Frithiofson (1967–1986)
- Lennart Orehag (1986–1990)
- Birger Bäckström (1991–1997)